# V lesu rodilas joločka
„V lesu rodilas joločka“, v originále „В лесу родилась ёлочка“ je ruská vánoční píseň, kterou složil v období let 1903–1905 hudební skladatel Leonid Bekman. V češtině je známá jako „Vyrostla štíhlá jedlička“.

## Skladba
Skladbu složil v roce 1905 Leonid Bekman na původní báseň Raisy Kudaševové, básnířky, která pocházela z bělorusko-litevské knížecí rodiny Giedroiců. Báseň byla poprvé publikována v dětském časopise Maljutka v roce 1903. Manželka Leonida Bekmana klavíristka Jelena Bekmanová-Ščerbinová poté přepsala melodii písně do not. V období Sovětského svazu se píseň stala populární vánoční novoroční písní. Vznikla také ukrajinská verze „U lisi, lisi temnomu“, kterou vytvořil ukrajinský prozaik Ivan Nechoda.
Píseň pod názvem „Vyrostla štíhlá jedlička“ přeložil český režisér K. M. Walló, když v roce 1964 režíroval český dabing sovětské pohádky Mrazík. V české verzi pak píseň interpretoval Otomar Korbelář.

## Text
| Slova v ruštině В лесу родилась елочка, В лесу она росла, Зимой и летом стройная, Зеленая была. Зимой и летом стройная, Зеленая была. Метель ей пела песенку: «Спи, елочка, бай-бай!» Мороз снежком укутывал: «Смотри не замерзай!» Мороз снежком укутывал: «Смотри не замерзай!» Трусишка зайка серенький Под елочкой скакал. Порою волк, сердитый волк Рысцою пробегал. Чу! Снег по лесу частому Под полозом скрипит, Лошадка мохноногая Торопится, бежит. Везет лошадка дровенки, На дровнях старичок. Срубил он нашу елочку Под самый корешок. И вот ты здесь, нарядная, На праздник к нам пришла И много-много радости Детишкам принесла. | Fonetický přepis V lesu rodilas joločka, v lesu ona rosla. Zimoj i letom strojnaja, zeljonaja byla. Zimoj i letom strojnaja, zeljonaja byla. Metěl jej pěla pěsenku: Spi, joločka, baj-baj! Moroz sněžkom ukutyval: Smotri, ně zamerzaj! Moroz sněžkom ukutyval: Smotri, ně zamerzaj! Trusiška zajka sereňkij pod joločkoj skakal. Poroju volk, serdityj volk, ryscoju proběgal. Ču! Sněg po lesu častomu pod polozom skripit. Lošadka mochnonogaja toropitsja, bežit. Vezjot lošadka droveňki, na drovnjach mužičok. Srubil on našu joločku pod samij korešok. Těper ty zděs, narjadnaja, na prazdnik k nam prišla. I mnogo, mnogo radosti dětiškam priněsla. | Česká verze Vyrostla štíhlá jedlička tam mezi modříny. Zelená byla celičká od jara do zimy. Zelená byla celičká od jara do zimy. Na podzim vítr zazpíval: spi jedličko jen spi. Mrazík ji sněhem přikrýval: pozor jen nezmrzni. Mrazík ji sněhem přikrýval: pozor jen nezmrzni. |